# 约瑟琳·贝尔·伯奈尔
约瑟琳·贝尔·伯奈尔女爵士，CH，DBE，FRS，FRSE，FRAS（1943年7月15日—），出生名蘇珊·约瑟琳·贝尔（Susan Jocelyn Bell），英国天体物理学家，出生於贝尔法斯特。当她还是研究生时，与安东尼·休伊什一起利用射电望远镜发现了第一颗脉冲星。她现在是英国物理学会的主管。2014年10月起擔任愛丁堡皇家學會會長。这一发现获得了1974年诺贝尔物理学奖的认可，但尽管她是发现脉冲星的第一人，但她并不是该奖项的获得者之一。
关于发现脉冲星的文件共有5个作者，安东尼·休伊什位列第一，约瑟琳·贝尔·伯奈尔列在第二。休伊什博士与马丁·赖尔博士一同被授予诺贝尔物理学奖，但并没有把贝尔作为共同研究者列入诺贝尔奖获奖名单。许多杰出的天文学家批评对于贝尔的遗漏，包括休伊什的同胞——天文学家霍伊尔的谴责。瑞典科学院在其新闻稿中宣布1974年诺贝尔物理学奖，引用莱尔和休伊什他们在天体物理学的开创性工作，特别提到莱尔对孔径的工作合成技术的支持，和休伊什发现脉冲星上所起的决定性作用。约瑟夫·什克洛夫斯基博士（1972年的布鲁斯奖的获奖者）在1970年国际天文学联合大会时告诉她：“贝尔小姐，你已作出20世纪最伟大的天文发现”。
2018年，她获得了基础物理学特别突破奖(Special Breakthrough Prize in Fundamental Physics)。 颁奖宣布后，她决定将全部£230万英镑的奖金全部捐献给希望成为物理研究人员的女性，少数民族和难民学生，这笔资金将由英国物理学会管理。 由此产生的助学金计划被称为“贝尔·伯内尔研究生奖学金基金”(Bell Burnell Graduate Scholarship Fund)。

## 早年生活和教育

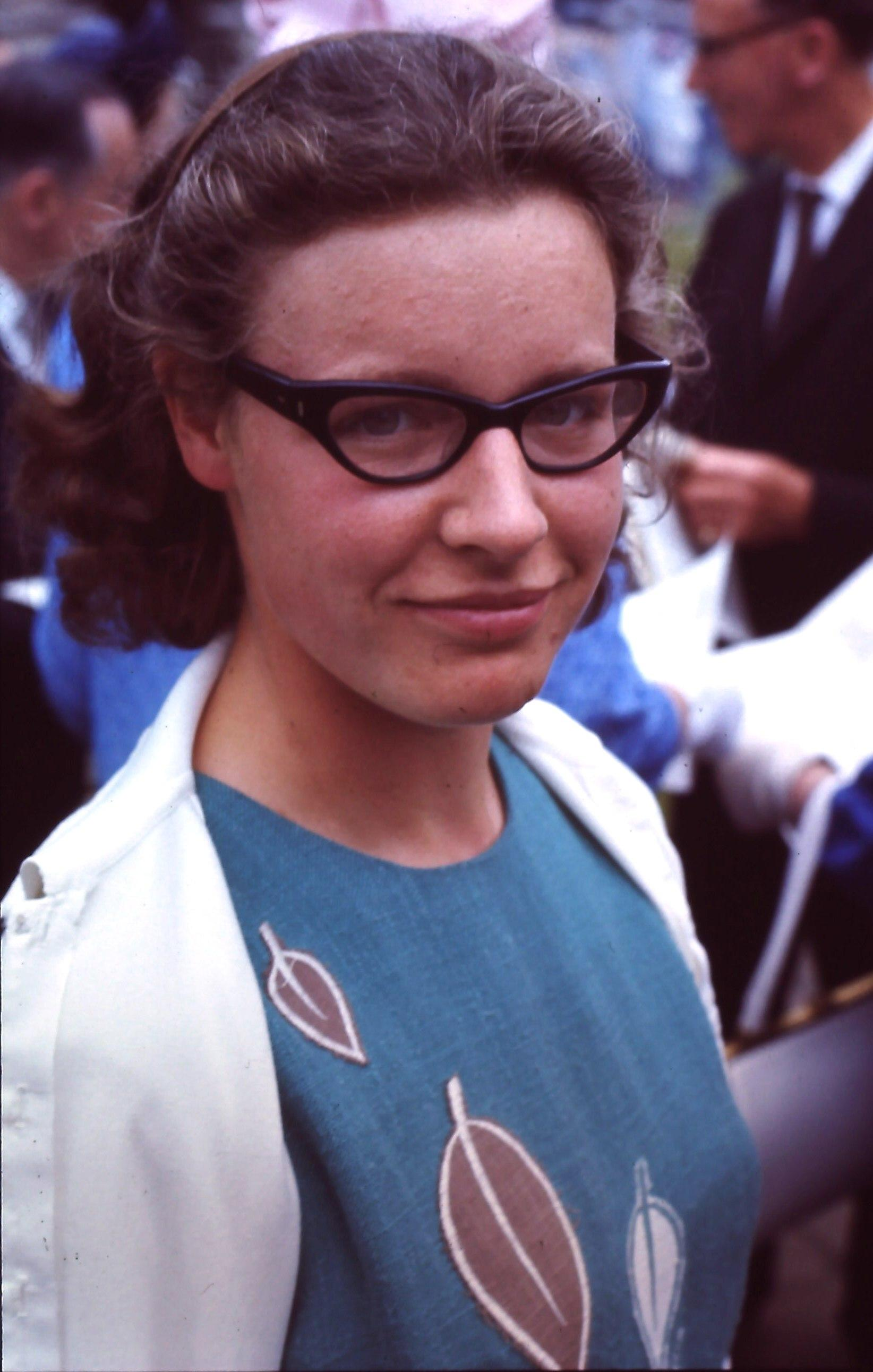
约瑟琳·贝尔·伯奈尔, 1967年6月。

贝尔出生于北爱尔兰阿馬郡卢根鎮，父亲是建築師，設計了阿马天像儀。在貝爾參觀該處時，職員鼓勵她追求研究天文的職業。貝爾也喜欢她父親的天文学相關书籍。
她在卢根鎮生活，并在1948年到1956年期間在卢根学院的預備部門上学。當時，男孩可學習技術，但女孩被期待學習烹飪及十字繡。在父母及其它人挑戰學校政策後，貝爾得以學習科學。

11岁时，她没有通过11＋考试，她的父母把她送到约克的蒙特学校，一个贵格会的女子寄宿学校。在那里，她的物理老师Herry Tillott先生给她留下深刻的印象：
你不必学习非常非常多……的事實，你只要知道一些关键……你就可以應用並從它們開始发展建構…他是一个真正的好老师，他告诉了我，物理学其實是多么容易。
贝尔·伯奈尔是由杰奎·法纳姆（Jacqui Farnham）执导的英國廣播公司第四台三部曲系列《美丽心灵（电视节目）》的第一部分的主题。

## 学术生涯和研究

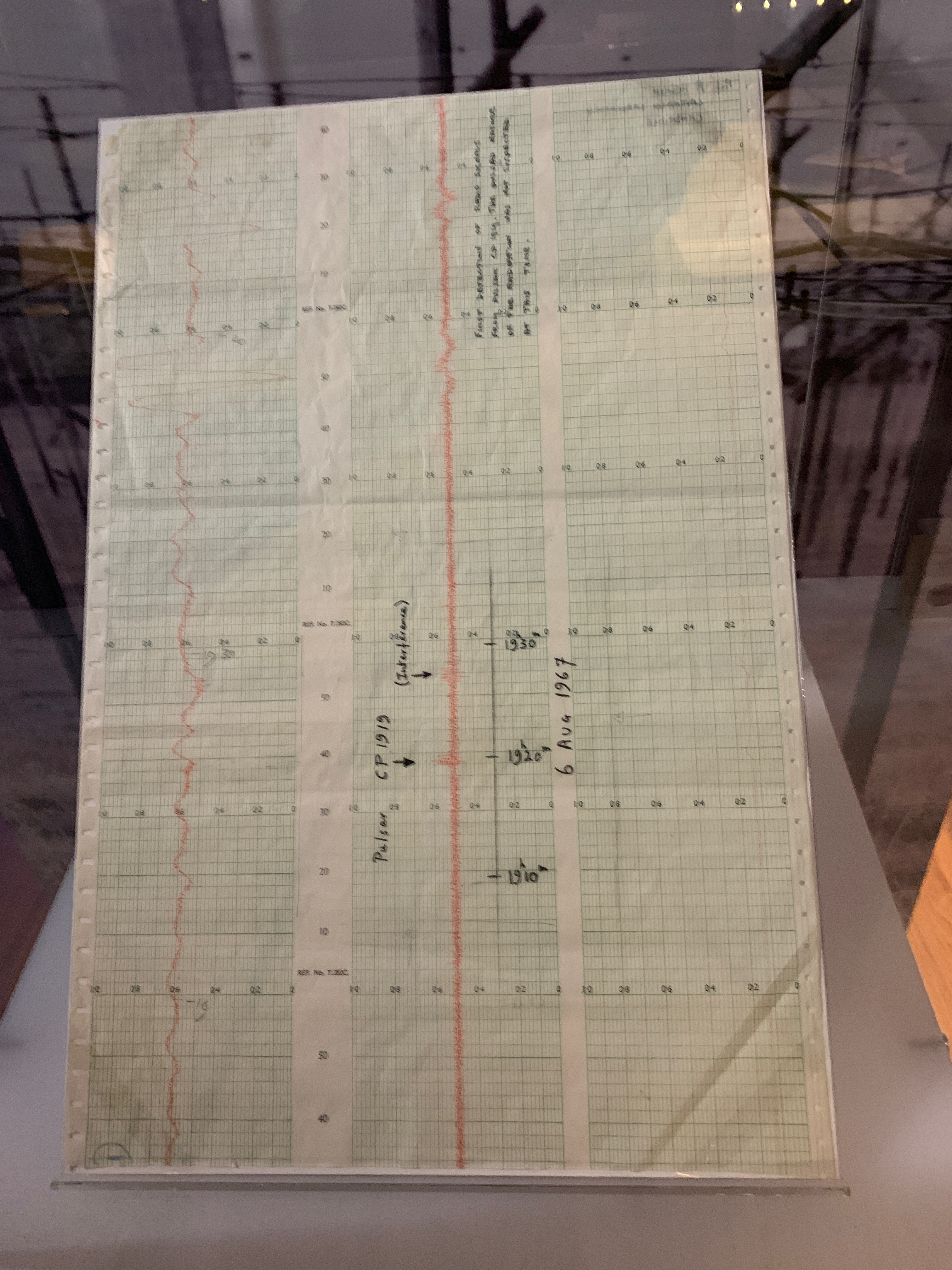
约瑟琳·贝尔·伯奈尔首次认识到脉冲星证据的图表，在剑桥大学图书馆展出。

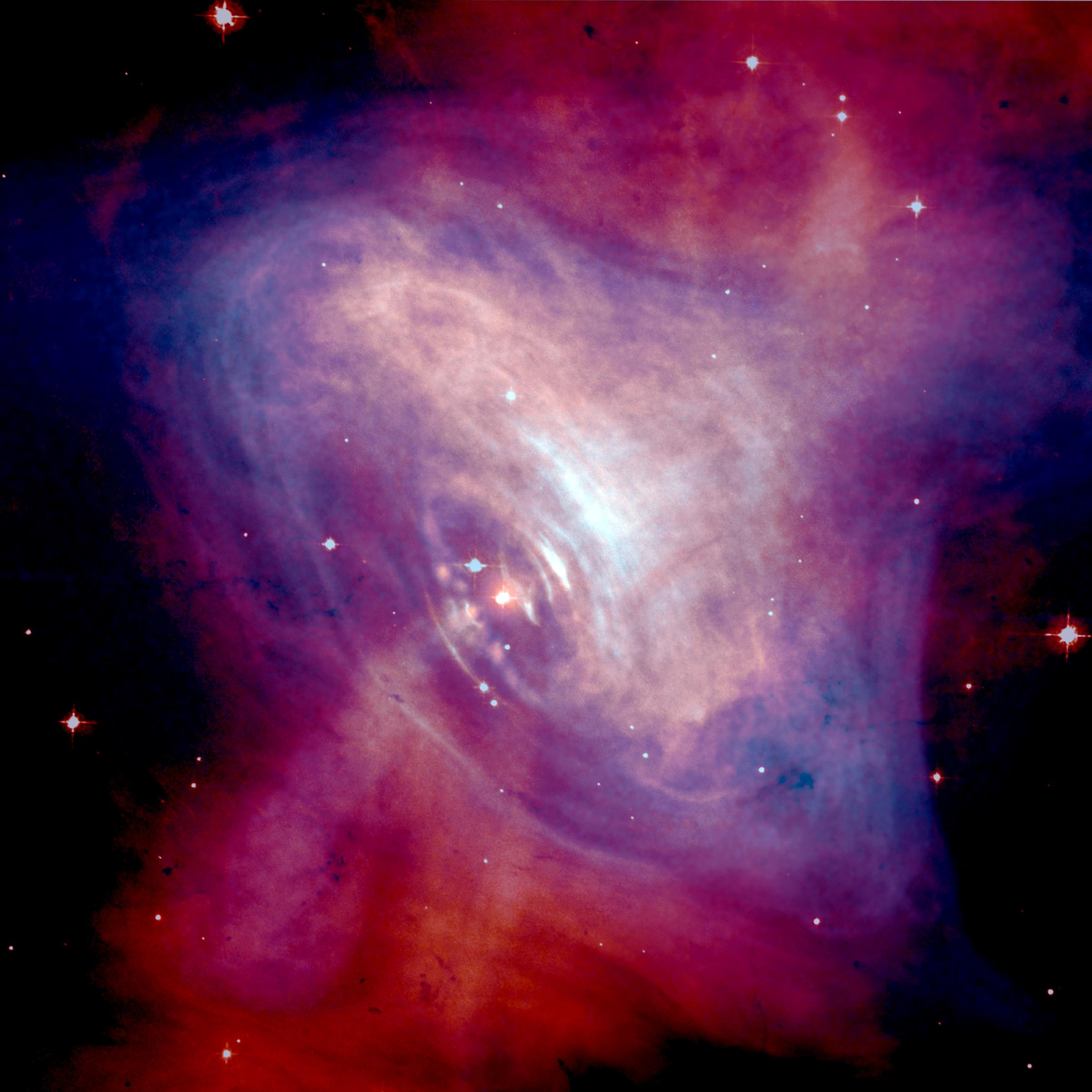
复合光/ X射线的蟹状星云的图像，显示在周围的脉冲星风星云同步辐射，通过磁场和粒子注入动力来自中央脉冲星。

贝尔于1965年从格拉斯哥大学毕业获得科学学士学位，1969年于剑桥大学纽霍学院（后改名为默里·爱德华兹学院）获博士学位。在剑桥，她与休伊什等人共同建造星际闪烁陣列，來研究當時剛發現的类星体。
在1967年11月28日，她在跟踪天空中的星星的图表记录紙上发现了少许的“浮渣”。信號可從八月的資料中讀出，但记录紙需要人工排查，她花了三個月才發現這個信號。
贝尔女士发现，脉冲信号跳動的非常规律，速率約為一秒及三秒交錯。。这一脉冲的来源暂时被称为“小绿人1号”（Little Green Man 1，或LGM-1，现在被称为PSR B1919+21），几年后被确认为一个快速旋转的中子星。這之後被英國BBC拍攝成地平線 (英國紀錄片)。在2020年一場於哈佛的演講，貝爾說明了媒體是如何以令人作噁的「標準採訪」來報導脈衝星的發現：休伊什會被問及天文物理相關問題，而她則負責「人情趣味」部份，像是三圍、交過幾個男朋友、髮色為何等。也以拍攝為由被要求解開幾個扣子。
在完成她的博士学位后，贝尔博士曾在南安普敦大学（1968年至73年），伦敦大学学院（1974年至82年），和 爱丁堡皇家天文台（Royal Observatory, Edinburgh）（1982年至91年）工作。此外，1973年至1987年，贝尔博士也是開放大學 (英國)的导师，顾问，考官及讲师。1991年，贝尔博士被任命为開放大学物理系教授，她在这一职位上工作了10年。她也是美国普林斯顿大学的客座教授。退休前，贝尔博士在2001年至2004年任巴斯大学科学学院院长，也是2002年至2004年的英国皇家天文学会主席。她现为牛津大学的天体物理学客座教授，和 曼斯菲尔德学院。
贝尔博士在2008年及2010年問擔任英国物理学会会长。

### 諾獎爭議
貝爾未能得到1974年諾貝爾物理獎，一直以來諾貝爾獎爭議不斷。她在兩年間幫助建造了星际闪烁陣列，而且最開始注意到了不尋常的訊號，有時檢查每晚長達29公尺的記錄紙。貝爾後來闡述，休伊什開始時堅持認定此訊號是人工干擾所致，她得在休伊什的懷疑下不斷地報告此訊號的不尋常。她說她並未被邀請參加休伊什和萊爾舉辦的會議。在1977年，她針對此事評論道：
```
   首先，指導教授與學生間的界線糾紛一向很難釐清，也許是無法被解決。再來，是指導教授要負責計劃的最終成敗。我們聽到有例子是指導教授把失敗歸咎到他的學生，但我們知道其實那大多數是指導教授的錯。在我看來，把成功也歸功於教授才算公平。第三點，我相信如果諾貝爾獎頒給研究生，會貶低獎項的價值，除非是非常極端的情形，而我不覺得此事屬於這種狀況。最後，我對此不感到沮喪，畢竟我在一家好公司工作，不是嗎？
```

## 荣誉

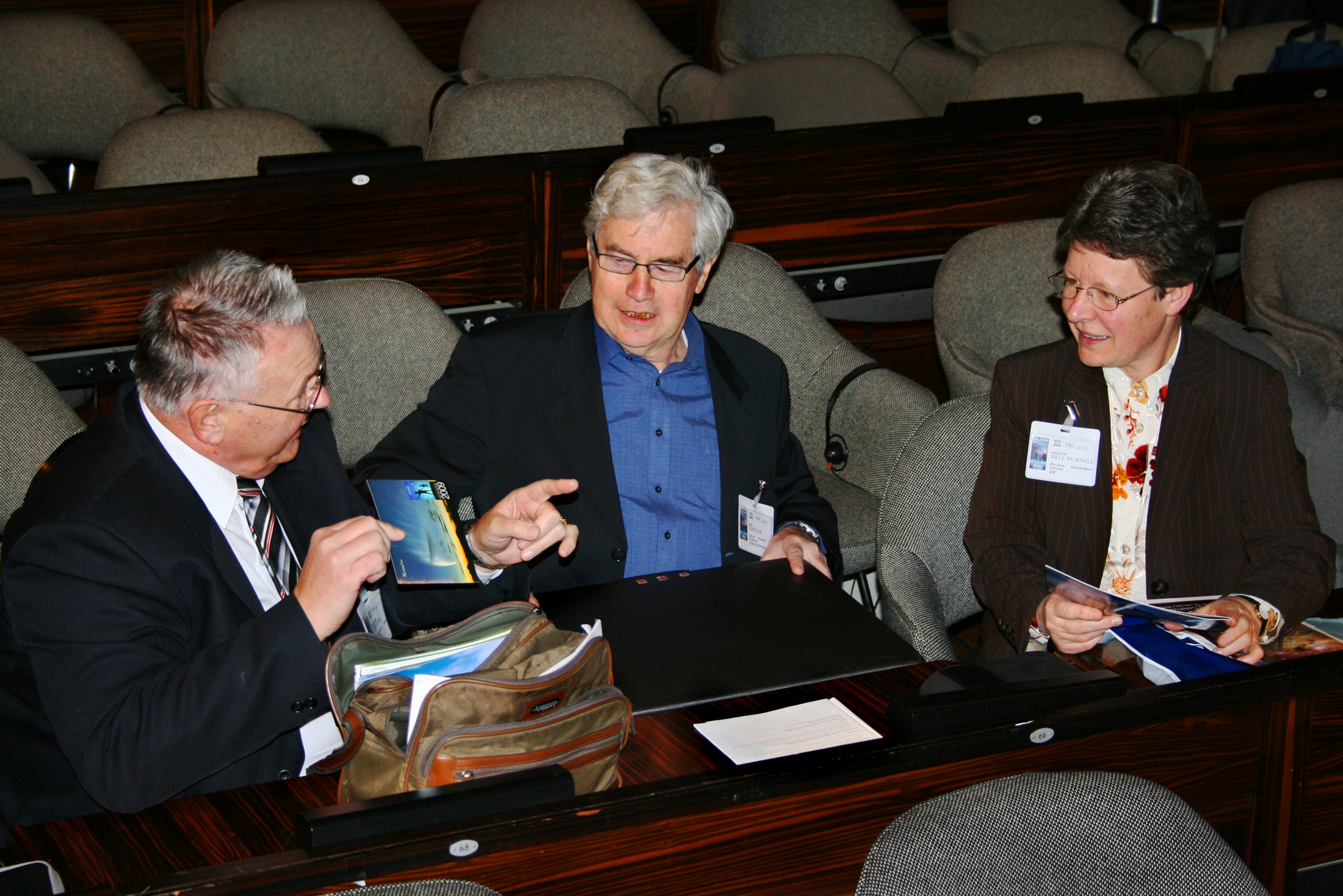
2009年在巴黎（最右者）。

虽然她未能与休伊什分享1974年诺贝尔物理学奖，她已经被其他许多机构颁发了以下奖章：
- 费城的阿尔伯特·迈彻尔逊奖章（1973年富兰克林研究所，与休伊什博士共同获得）[24]。
- 迈阿密的罗伯特·奥本海默纪念奖（1978）。
- 美国天文学会的比阿汀斯·莫瑞尔·廷斯利（英语：Beatrice Tinsley）奖（1987年）。
- 英国皇家天文学会的赫歇爾獎章（1989年）。
- 国家射电天文台的卡尔·古瑟·詹斯基讲席（1995）[25]。
- 美国哲学学会的麦哲伦基金会（2000年）[26]。
- 皇家学会（2003年3月）[27]。

她已经获得了无数荣誉学位，例如，最近：
2007年，贝尔被授予哈佛大学荣誉博士学位。
在2007年6月23日，贝尔获得从杜哈姆大学的科学荣誉博士学位。
贝尔还拥有在英国勋衔制度最重要的奖项。1999年，贝尔收到了由英国女王伊丽莎白二世颁发的司令勋章。
2007年6月她被晋封为大英帝国的爵士。
2021年获英国皇家天文学会金质奖章。

## 个人生活和非学术生活
贝尔是位于北爱尔兰的巴利米纳的剑桥文法学校的房屋赞助人，她还是法拉第科学与宗教研究所的顾问。她还获得了钢琴演奏的皇家音乐学会的证书。
她通过开展各种活动来提高妇女的地位，使妇女更多地担任物理学和天文学领域的学术职务。

### 宗教活动和信仰
在贝尔读书时，她已经是一个活跃的贵格会成员，并以一个贵格会神职人员的身份为1995，1996及1997年的不列颠长老会执行理事会年度会议服务。她于1989年1月在阿伯丁召开年度大会时举行了斯沃斯莫尔讲座，题为《被摧残的生命》的演讲，并且在美国的贵格会成员大会上作为一个唯一的演讲者演讲。
贝尔在2006年贝克维尔的采访中透露了她个人的宗教史和宗教信仰。她为贵格会的和谐和社会见证委员会服务，那里产生了《美丽动人的贵格会的见证：一个工具箱》，在2007年2月，并写了这篇介绍性的短文。她于2007年8月被任命为中央执行委员会的世界贵格会成员协商委员会，直到2008年12月。

### 婚姻
1968年，贝尔做出发现脉冲星成果后不久，便与马丁·伯尼尔（Martin Burnell）结婚。 这对夫妇在1989年分居后于1993年离婚。她的丈夫是一位当地政府官员，他的职业生涯将他们带到了英国各地。 在抚育儿子利兹大学凝聚态物理小组成员加文·伯尼尔（Gavin Burnell）的同时，她从事兼职工作多年。加文·伯尼尔出生于1973年，也是一个物理学家。

## 参阅
- 諾貝爾獎爭議

## 延伸阅读
书籍
- Burnell, S. Jocelyn. . London: Quaker Home Service. 1989: 58pp. ISBN 0-85245-222-5. (Swarthmore Lecture)
- dark matter: poems of space edited by Maurice Riordan and Jocelyn Bell Burnell. Calouste Gulbenkian Foundation, 2008 ISBN 978-1-90308-10-8 [34]

科学论文
- Hewish, Antony; S J Bell, J D H Pilkington, P F Scott, R A Collins.  (PDF). Nature. 24 February 1968, 217: 709–713  [2007-07-06]. doi:10.1038/217709a0. （原始内容 (PDF)存档于2007-07-10）.
- J D H Pilkington; A Hewish, S J Bell, T W Cole.  (PDF). Nature. 13 April 1968, 218: 126–129  [2007-07-06]. doi:10.1038/218126a0. （原始内容 (PDF)存档于2007-07-10）.

### 视频
- Freeview video 'Tick, Tick, Pulsating Star: How I Wonder What You Are?' A Royal Institution Discourse by the Vega Science Trust （页面存档备份，存于）(accessed 24 December 2007).
- Four video clips in which Bell Burnell gives a brief answer to the following questions: Having made a monumental discovery in science, how does that affect one's latter career? What was the process for discovering pulsars? Were you looking for them based on a theory, or were you trying to clarify a phenomenon? Where are your research interests focussed at the moment?What future discoveries do you expect in Astronomy? (BBC/Open University Masters of Science website) （页面存档备份，存于） (accessed 24 December 2007).

### 音频
- Counterbalance Library: Bell Burnell talk “ Science and the Spiritual Quest” (24 Minutes) (Not accessible 24 December 2007).

### 文本
- Contributions of 20th C women to physics: Burnell article. Procided by University of California at Los Angeles.
- Ferdinand V. Coroniti and Gary A. Williams (2006), "Jocelyn Bell Burnell" in Out of the Shadows: Contributions of 20th Century Women to Physics （页面存档备份，存于）, Nina Byers and Gary Williams, ed., Cambridge University Press.
- Catalogue entry of Royal Society citation[永久] (accessed 24 December 2007).
- Gale - Free Resources: Article on Bell Burnell from Encyclopedia of World Biography 1998. （页面存档备份，存于） (Accessed 24 December 2007).
- UK Resource Centre for Women in Science Engineering Technology biographical webpage. (Accessed 24 December 2007).
- Biographical article, indicating Bell Burnell's beliefs and personal life, from California State Polytechnic University NOVA project. (Accessed 24 December 2007).
- Women in Science
- (PDF). Programme information (BBC Northern Ireland). 13 June 2007: 7–8  [2007-07-05]. （原始内容 (PDF)存档于2021-04-18）. (TV Documentary on Jocelyn Bell Burnell's life) (Not accessible online 24 December 2007).